# Buddleja hieronymi
Buddleja hieronymi là một loài thực vật có hoa trong họ Huyền sâm. Loài này được R.E.Fr. mô tả khoa học đầu tiên năm 1904.